# Station Borough Green & Wrotham
Borough Green & Wrotham is een spoorwegstation van National Rail in Borough Green, Tonbridge and Malling in Engeland. Het station is eigendom van Network Rail en wordt beheerd door Southeastern. Het station is geopend in 1874.